# Copa Hopman de 1993
A Copa Hopman de 1993 foi a 5ª edição do torneio entre países do tênis em mistas, organizada pela Federação Internacional de Tênis.
Steffi Graf e Michael Stich da Alemanha bateram o time da espanhol de Emilio Sánchez e Arantxa Sánchez na final.

## Final

### Alemanha vs. Espanha
| Alemanha 2 | Burswood Entertainment Complex, Perth, Austrália Janeiro de 1993 duro (coberto) | Burswood Entertainment Complex, Perth, Austrália Janeiro de 1993 duro (coberto) | Espanha 0 |     |   |            |
| \| \| \| \| 1 \| 2 \| 3 \| \| \| - \| \| ------------------------------------------------------------ \| --- \| --- \| - \| ---------- \| \| 1 \| \| Steffi Graf Arantxa Sánchez \| 6 4 \| 6 3 \| \| \| \| 2 \| \| Michael Stich Emilio Sánchez \| 7 5 \| 6 3 \| \| \| \| 3 \| \| Michael Stich / Steffi Graf Emilio Sánchez / Arantxa Sánchez \| \| \| \| não jogado \| |                                                                                 |                                                                                 |           |     |   |            |
| |                                                                                 |                                                                                 | 1         | 2   | 3 |            |
| 1 | Alemanha · Espanha                                                              | Steffi Graf Arantxa Sánchez                                                     | 6 4       | 6 3 |   |            |
| 2 | Alemanha · Espanha                                                              | Michael Stich Emilio Sánchez                                                    | 7 5       | 6 3 |   |            |
| 3 | Alemanha · Espanha                                                              | Michael Stich / Steffi Graf Emilio Sánchez / Arantxa Sánchez                    |           |     |   | não jogado |